# Toñín Llorente
Antonio Llorente Gento (Valladolid, 27 de noviembre de 1963) es un exbaloncestista español. Sobrino del mítico extremo izquierdo del Real Madrid Paco Gento, y de los también futbolistas Julio Gento y Antonio Gento,  es hermano de tres deportistas de élite, Paco y Julio en fútbol y José Luis en baloncesto, con el compartía la posición de base donde destacaba por la velocidad y la aceleración que daba a sus acciones. Jugó durante 16 temporadas en la ACB. En la actualidad, dirige el programa televisivo dedicado al baloncesto, "Colgados del Aro".

## Trayectoria
Comenzó jugando en su ciudad natal para luego pasar a formar parte de las categorías inferiores del Real Madrid. Sin embargo no da el salto al primer equipo y debuta en la máxima categoría en las filas del desaparecido Inmobanco Madrid, en la temporada 1982-83, de ahí pasa al Cajamadrid en el que juega los dos años siguientes para luego pasar al Caja Ronda de Málaga, que en aquellos momentos juega en primera B, que era la segunda categoría nacional. Tras un año en Málaga vuelve a la máxima categoría en las filas del Cajabilbao, donde juega una temporada al año siguiente vuelve a Cajamadrid de nuevo en primera B. 
Sus buenas actuaciones con su equipo hacen correr el rumor de que va a fichar por el Real Madrid para jugar junto con su hermano, para sustituir al retirado Corbalán, pero la llegada primero de Petrovic, y luego de otros bases extranjeros malogran el fichaje. En la temporada 1990-91 ficha por el Caja San Fernando, y al año siguiente vive sus mejores años en la ACB en el Festina Andorra, donde se reencuentra con su hermano y otros veteranos de la liga que hacen que el equipo del principado este en la parte de arriba de la clasificación. Tras tres años en el Andorra marcha a Caja León donde juega dos años igual que el Forum de Valladolid que sería su siguiente equipo. Regresa a León para jugar en liga LEB y al año siguiente por fin llega al Real Madrid con 38 años para jugar media temporada antes de retirarse del baloncesto.

## Equipos
- Universitario Valladolid, categorías inferiores
- Real Madrid, categorías inferiores
- 1982-83 Inmobanco Madrid.
- 1983-85 CD Cajamadrid.
- 1985-86 Caja de Ronda.
- 1986-87 Caja Bilbao.
- 1987-89 CD Cajamadrid.
- 1990-91 Caja San Fernando
- 1991-92 Mayoral Maristas
- 1992-93 Caja San Fernando
- 1993-96 Festina Andorra
- 1996-98 CB León
- 1998-00 CB Valladolid
- 2000-01 CB León
- 2001-02 Real Madrid